# San Gabriele dell'Addolorata
San Gabriele dell'Addolorata är en kyrkobyggnad och titelkyrka i Rom, helgad åt den helige Gabriel av den smärtorika Modern. Kyrkan är belägen vid Via Ponzio Cominio i Quartiere Don Bosco och tillhör församlingen San Gabriele dell'Addolorata.

## Historia
Kyrkan uppfördes åren 2007–2009 efter ritningar av arkitekten Gianni Testa och konsekrerades den 28 februari 2010 av kardinalvikarie Agostino Vallini.

## Titelkyrka
Kyrkan stiftades som titelkyrka av påve Franciskus år 2015.
Kardinalpräster
- Júlio Duarte Langa: 2015–